# Contea di Cowra
La contea di Cowra è una Local Government Area che si trova nel Nuovo Galles del Sud. Essa si estende su una superficie di 2.810 chilometri quadrati e ha una popolazione di 12.957 abitanti. La sede del consiglio si trova a Cowra.